# Källaren Stockholms Börs

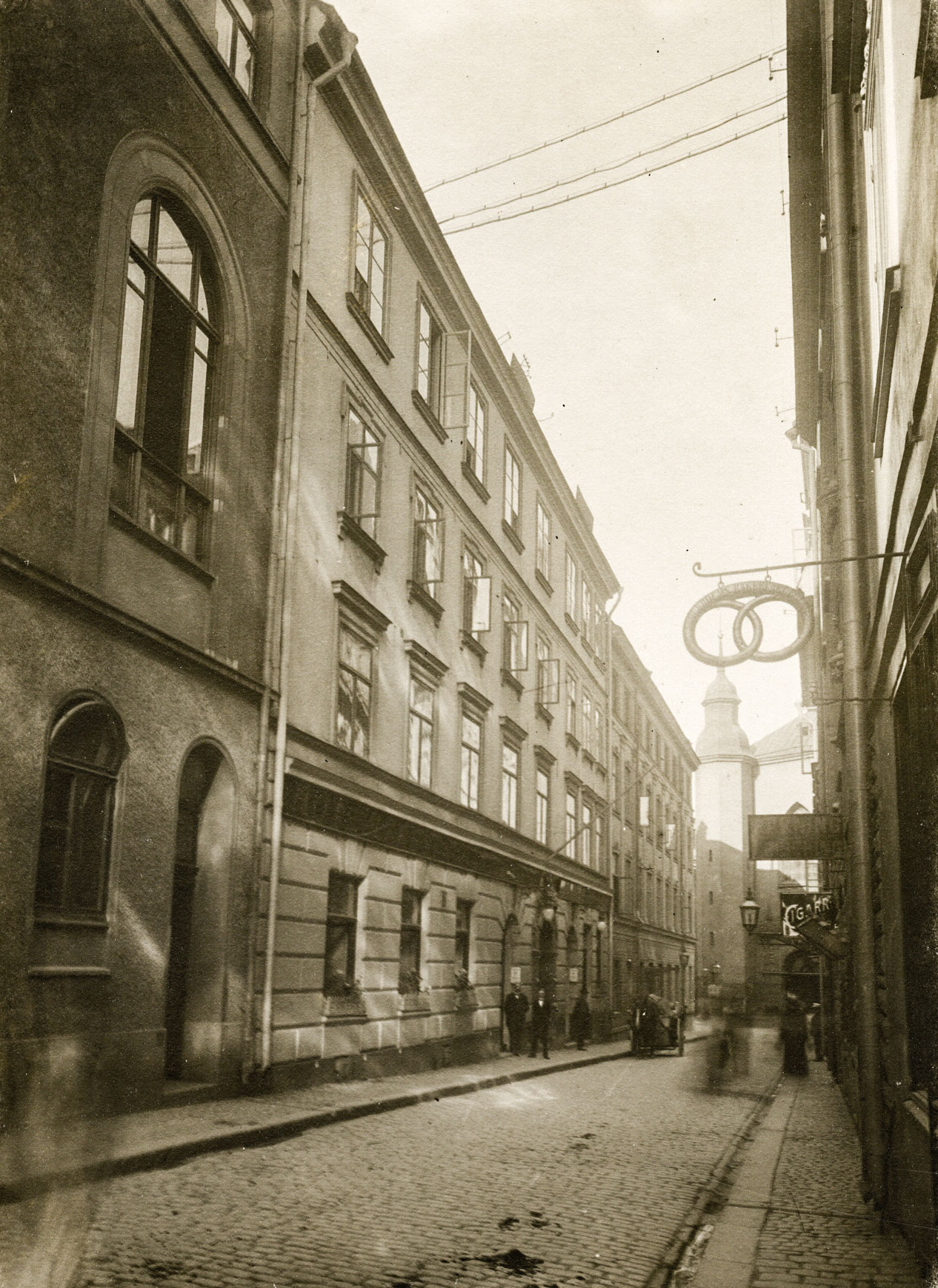
Jakobsgatan på Norrmalm med huset där Källaren Stockholms Börs var inrymd under andra halvan av 1700-talet. Källaren drevs av Anders Darelius som en tid också ägde fastigheten. Huset anges vara byggt på 1600-talet och revs omkring 1970. I gatans förlängning ses Jakobs kyrka. När bilden togs, antagligen på 1910-talet, fanns Hamburger Börs i huset. Bildkälla: Stockholms Stadsmuseum.

Källaren Stockholms Börs (också kallad Darelii källare) var en vinkällare på Norrmalm i Stockholm, som existerade från 1760-talet till 1797 och drevs av källarmästaren Anders Darelius. Den var en direkt föregångare till källaren och senare restaurangen Hamburger Börs. 
Stockholms Börs låg vid Jakobs kyrka på den gata som kallades Jakobs Gränd eller Jakobs Västra Kyrkogata och vid namnrevisionen 1885 fick namnet Jakobsgatan. Källaren fanns i ett stenhus som anges vara uppfört på 1600-talet och inte revs förrän omkring 1970 i samband med Norrmalmsregleringen.
I lokalerna hade vinhandlaren och källarmästaren Daniel Georg Nescher (1703–1760) drivit Neschers källare. Efter hans död tog Anders Darelius över. Han kallade sin källare Stockholms Börs, också stavat Stockholms Beurs. I folkmun gick den ofta under namnet Darelii källare och ibland kort och gott Börsen. Anders Darelius blev senare ägare till fastigheten där källaren var inrymd, tomterna 87–88 i kvarteret Jakob större.
När Anders Darelius 1797 pensionerade sig hyrdes lokalerna ut till källarmästaren Nils Petter Svanberg (1754–1806) som flyttade källaren Kejsarkronan dit från Drottninggatan. Efter hans död drev traktören  Johan Lindbom (1761–1831) under några år värdshus i lokalerna innan källarmästaren Rudolf Strandberg (1782–1839) tog vid och 1811 öppnade en källare som han kallade Hamburger Börs. Strandberg köpte 1827 fastigheten av Darelius arvingar. Hamburger Börs omvandlades på 1880-talet till en modern restaurang, som drevs på samma adress (Jakobsgatan 6) till 2024.